# Ратбоун (Нью-Йорк)
Ратбоун (англ. Rathbone) — місто (англ. town) в США, в окрузі Стубен штату Нью-Йорк. Населення — 1093 особи (2020).

## Демографія
Згідно з переписом 2010 року, у місті мешкало 1126 осіб у 388 домогосподарствах у складі 289 родин. Було 489 помешкань
Расовий склад населення:
| - 97,7 % — білих - 0,6 % — корінних американців - 0,3 % — чорних або афроамериканців - 0,1 % — азіатів |

До двох чи більше рас належало 1,3 %. Частка іспаномовних становила 0,6 % від усіх жителів.
За віковим діапазоном населення розподілялося таким чином: 30,6 % — особи молодші 18 років, 57,0 % — особи у віці 18—64 років, 12,4 % — особи у віці 65 років та старші. Медіана віку мешканця становила 35,8 року. На 100 осіб жіночої статі у місті припадало 110,5 чоловіків;  на 100 жінок у віці від 18 років та старших — 110,2 чоловіків також старших 18 років.
Середній дохід на одне домашнє господарство  становив 58 526 доларів США (медіана — 44 545), а середній дохід на одну сім'ю — 63 026 доларів (медіана — 53 077). Медіана доходів становила 38 375 доларів для чоловіків та 28 816 доларів для жінок. За межею бідності перебувало 24,9 % осіб, у тому числі 30,6 % дітей у віці до 18 років та 2,5 % осіб у віці 65 років та старших.
Цивільне працевлаштоване населення становило 468 осіб. Основні галузі зайнятості: освіта, охорона здоров'я та соціальна допомога — 23,7 %, будівництво — 17,1 %, виробництво — 16,0 %.